# Danuta Danek
Danuta Danek (ur. 23 marca 1938 w Piekarach Śląskich) – historyk literatury, eseistka, tłumaczka.

## Życiorys
Urodziła się w Piekarach Śląskich, w rodzinie Kazimierza Danka, adwokata, i Małgorzaty z domu Urbanek, tłumaczki przysięgłej. W latach 1952–1955 uczyła się w gimnazjum w Gliwicach. Następnie studiowała polonistykę na Wydziale Filologicznym Uniwersytetu Warszawskiego, którą ukończyła w roku 1961. W latach 1959–1961 publikowała recenzje w miesięczniku „Twórczość”. W 1962 r. rozpoczęła pracę w Instytucie Badań Literackich PAN. W roku 1970 otrzymała tytuł doktora, a w 1980 doktora habilitowanego nauk humanistycznych na podstawie pracy pt. Dzieło literackie jako książka. O tytułach i spisach rzeczy w powieści. Od 1992 r. jest profesorem nauk humanistycznych. Początkowo zajmowała się zagadnieniami z dziedziny teorii literatury; później zaczęła łączyć w swoich pracach warsztat badacza literatury z warsztatem psychoanalitycznym. 
W latach 1966–1968 prowadziła bezpłatnie zajęcia z poetyki w Katedrze Teorii Literatury Uniwersytetu Warszawskiego, w 1971 r. uczyła poetyki na Uniwersytecie M. Curie-Skłodowskiej w Lublinie, w latach 1976–1978 na Wydziale Wiedzy o Teatrze Państwowej Wyższej Szkoły Teatralnej w Warszawie. Uczestniczyła w akcjach odczytowych Instytutu Badań Literackich, w szczególności mających na celu dokształcanie nauczycieli. W latach 1998–2004 prowadziła wykłady i seminarium na temat: Literatura i psychoanaliza w ramach Podyplomowego Studium Humanistycznego w Instytucie Badań Literackich. Od 2006 r. wygłasza otwarte wykłady z cyklu Literatura i psychoanaliza w ramach wrześniowych Festiwali Nauki w Warszawie. W latach 2009–2019 prowadziła kurs autorski Literatura i psychoanaliza w Instytucie Badań Literackich, od 2021 r. prowadzi go w ramach działalności edukacyjnej Towarzystwa Literackiego im. A. Mickiewicza w Warszawie. 
W 1973 r. otrzymała stypendium Rządu Francuskiego (w ramach wymiany z Polską Akademią Nauk). Półroczna kwerenda w Bibliothèque Nationale w Paryżu dostarczyła dużej części materiału  pracy habilitacyjnej Dzieło literackie jako książka. Rezultatem pobytu stypendialnego jest  także przekład arcydziełka powieściowego z XVII w.: Lettres portugaises i rozprawy poświęcone temu utworowi. W 2007 r. otrzymała grant Ministerstwa Nauki i Szkolnictwa Wyższego na projekt badawczy własny: „Zofia Szymanowska-Lenartowiczowa. Studium osobowości w świetle jej pisarstwa i obraz z dziejów twórców polskich na obczyźnie w XIX w. (z wykorzystaniem rękopisów)”. W 2014 r. otrzymała grant tegoż Ministerstwa   na projekt badawczy własny: „Stanisław Morawski: <Wspomnienia. Maria Szymanowska>. Opracowanie i wydanie tekstu z rękopisu, z aparatem krytycznym, notą edytorską, rozprawą poświęconą biografii i twórczości autora oraz materiałem ilustracyjnym”.
Członek Zarządu Towarzystwa Popierania i Krzewienia Nauk w latach 2006–2010. Członek Zarządu Sekcji Autorów Dzieł Naukowych Stowarzyszenia Autorów ZAiKS od 2013 r., przewodnicząca Zarządu od 2017 r. i członek Rady Stowarzyszenia od 2022 r. 

## Książki
- O polemice literackiej w powieści, PIW, Warszawa 1972.
- Dzieło literackie jako książka. O tytułach i spisach rzeczy w powieści, PWN, Warszawa 1980. ISBN 83-01-01920-4.
- Sztuka rozumienia. Literatura i psychoanaliza, Wydawnictwo IBL, Warszawa 1997. ISBN 83-85605-41-X.
- Śmierć wewnętrzna. Literatura w świetle doświadczenia psychoanalitycznego, słowo/obraz terytoria, Gdańsk 2012. ISBN 978-83-7453-073-6.
- Rękopis znaleziony w Paryżu. Wspomnienia Stanisława Morawskiego o Marii Szymanowskiej, wstęp i opracowanie D. Danek, fotografie K. Hejkego, Terra Nova, Warszawa 2013.
- Melancholia i poznanie. „Autobiografie” Elizy Orzeszkowej, wstęp i opracowanie D. Danek, fotografie K. Hejkego, Terra Nova, Warszawa 2015.
- Tajemnica miłości romantycznej. Zygmunt Krasiński i Delfina Potocka, słowo/obraz terytoria, Gdańsk 2022.

## Prace edytorskie
- G. Bychowski, Słowacki i jego dusza. Studium psychoanalityczne [wznowienie publikacji z 1930 r.]. Wstęp [Gustaw Bychowski - zapoznana postać z dziejów kultury polskiej] i oprac. D. Danek, Universitas, Kraków 2002.
- Pamiętnik pacjentki [wznowienie publikacji z 1926 i 1928 r.].  Wstęp [Dziennik Bezimiennej] i oprac. D. Danek, Universitas, Kraków 2001 [2002].
- S. Morawski, Szymanowska, zob.: Rękopis znaleziony w Paryżu. Wspomnienia Stanisława Morawskiego o Marii Szymanowskiej.
- E. Orzeszkowa, Wspomnienia, Autobiografia w listach, Pamiętnik, Zwierzenia, zob.: Melancholia i poznanie „Autobiografie” Elizy Orzeszkowej.

## Wybrane przekłady
- G.-J. de Lavergne de Guilleragues, Listy portugalskie, przełożyła i wstępem  poprzedziła D. Danek, PIW 1980.
- B. Bettelheim, Cudowne i pożyteczne. O znaczeniach i wartościach baśni. Przełożyła, wprowadzeniem, objaśnieniami i posłowiem opatrzyła D. Danek, PIW, Warszawa  1985, W.A.B., Warszawa  1996, W.A.B. Warszawa 2010, PIW, Warszawa 2023.
- B. Bettelheim, Rany symboliczne. Rytuały inicjacji i zazdrość męska. Przełożyła i wstępem opatrzyła D. Danek, „Czytelnik”, Warszawa  1989.
- B. Bettelheim, Freud i dusza ludzka. Przełożyła i przedmową opatrzyła D. Danek, PIW, Warszawa 1991, J. Santorski Agencja Wydawnicza, Warszawa 1994.
- B. Bettelheim, Schizofrenia jako reakcja na sytuacje skrajne, Odra 1990 nr 9, s. 40–47.
- B. Bettelheim, Sztuka i kształcenie artystyczne. Wizja osobista, Tytuł 1992 nr 3, s. 57–76.

## Eseje

### Z cykluZwierzenia
- Mickiewiczowska i Gombrowiczowska miłość do menippei albo „Dziady” i „Operetka” - i Mozart, Twórczość 1989 nr 5, s. 88–95.
- Pisanie jako zabijanie, Twórczość 2014 nr 7, s. 78–82.
- Duch pisarza zaklęty w rękopisie, Twórczość 2015 nr 5, s. 52–61.
- Odzew pani teolog na cierpienia Mickiewicza-bitego dziecka, Twórczość 2015 nr 12, s. 63–75.
- Żałobne, Twórczość 2015 nr 7, s. 125–129.
- Trzy glosy do nowego wydania „Autobiografii” Orzeszkowej, Twórczość 2016 nr 7-8, s. 117–129.
- Nierozpoznane, Twórczość 2017 nr 9, s. 136–140.
- Przekład w te i wewte czyli „Waleria”  po polskiemu, Twórczość 2019 nr 1, s. 143–147.

## Małe teksty prozatorsko-poetyckie
- Ciała, Teksty 1973 nr 6, s. 187–194.
- „Astrea”, Teksty 1974 nr 1 (z tłumaczonymi fragmentami powieści Honoriusza d'Urfé Astrée z XVII w.), s. 189–197.
- Wcielenia, Teksty 1974 nr 3, s. 183–187.
- Kamienie, Teksty 1974 nr 5, 153–154.
- Zaduma w Ermenonville. Natura, Teksty 1974, nr 6, s, 153–156.
- Intymny mały raj. Hegel, Teksty 1976 nr 1, s. 175–176.
- Klatki. Biografia imaginowana, Teksty 1977 nr 3 (tekst o malarstwie P. Bogusławskiego, zdjęty przez cenzurę).
- Coniedzielne  święto człowieczeństwa, Gazeta Wyborcza 26. 10. 1991 (dział Arka Noego).
- Tekst bez tytułu w programie wystawy Malarstwo Piotra Bogusławskiego w Galerii Kordegarda w Warszawie, 7.12.1977–1.01.1998.
- Dokąd sięga „fotografia ojczysta”, tekst w programie wystawy K. Hejkego Od Kresów po Kamczatkę  w Miejskim Domu Kultury w Szczytnie w 2014 r.
- Hieroglify cierpienia, tekst wstępno-dedykacyjny w publikacji: Niezatapialni. Antologia poezji młodzieży z Hostelu w Otwocku, Otwock 2017

## Wywiady
- Ludzkie dążenie do pełni. Rozmowa z doc. dr  Danutą Danek, rozmawiała J. Stefańska,  Antena 1986 nr 41, s. 3.
- Upublicznione fragmenty rozmowy z Danutą Danek, Teksty Drugie 1998 nr 1–2, s. 185–205.
- „Dlaczego nikt nas tego nie uczy?” Rozmowa z prof. Danutą Danek, Polonistyka 2011 nr 10, s. 61–62.
- Sztuka rozumienia i sztuka widzenia. I. Rozmowa z Danutą Danek, Przestrzenie Teorii 2013 nr 19, s. 173–178.

## Wystawa
- Rękopis znaleziony w Paryżu. Stanisław Morawski o Marii Szymanowskiej (współautor: K. Hejke), Muzeum Literatury im. A. Mickiewicza w Warszawie, 11.06 – 27.07 2014 r.

## Wybrane omówienia publikacji autorki
- J. Trzynadlowski, (bez tytułu, recenzja książki Dzieło literackie jako książka. O tytułach i spisach rzeczy w powieści), Rocznik Literacki 1984.
- Z. Mikołejko, Nos, literatura i psyche (niestaranne wypiski z Danuty Danek), Twórczość 2000 nr 1, s. 81–92.
- E. Nowicka, Odnaleziony głos, Nowe Książki 2014 nr 4, s. 24–25.
- J. Bachórz, Kolejne uwagi o Stanisławie Morawskim i jego „Wspomnieniach o Marii Szymanowskiej” oraz o rozmyślaniach Danuty Danek w tonacji nie tylko nokturnowej, Twórczość 2015 nr 5, s. 128–135.
- G. Borkowska, Orzeszkowa: dzieciństwo i dojrzałość, Twórczość 2016 nr 7–8, s. 226–229.
- M. Czermińska, Freud, Orzeszkowa i zimowe epifanie, Teksty Drugie 2016 nr 5.
- G. B. Tomaszewska, Prawo do intymności, Nowe Książki 2023 nr 5, s. 36–37.

## Nagrody
- Nagroda naukowa im. Tadeusza Mikulskiego przyznana przez Radę Naukową Instytutu Badań Literackich za książkę O polemice literackiej w powieści (1972)[1]

- Nagroda 100-lecia Stowarzyszenia Autorów ZAiKS przyznana przez Radę Stowarzyszenia za całokształt twórczości (2023)[2]